# Mațiorsk, Nova Ușîțea
Mațiorsk (în ucraineană Маціорськ) este un sat în comuna Vilhoveț din raionul Nova Ușîțea, regiunea Hmelnîțkîi, Ucraina.

## Demografie
Componența lingvistică a localității Mațiorsk
     Ucraineană (99,59%)
     Alte limbi (0,41%)
Conform recensământului din 2001, majoritatea populației localității Mațiorsk era vorbitoare de ucraineană (99,59%), existând în minoritate și vorbitori de alte limbi.